# Снігова королева 2: Перезамороження
«Снігова королева 2: Перезамороження» (рос. Снежная королева 2: Перезаморозка) — російський комп'ютерний 3D-мультфільм створений анімаційною студією Wizart Animation у 2014 році. Приквел мультфільму «Снігова Королева», сиквел «Снігова королева 3: Вогонь і лід». 
Фільм вийшов у широкий прокат у Росії 1 січня 2015 року. В Україні фільм вийшов в широкий прокат 1 січня 2015, дубляж українською для кінопрокату було створено на студії Tretyakoff production.

## Сюжет
Марнославний троль Орм давно мріє про лаври героя і, нарешті, отримує цей шанс: північний вітер загрожує світу вічної зими і викрадає Марібель. Рука принцеси і королівство тролів дістануться тому, хто визволить її зі снігового полону. Одного разу Орм переміг зиму за допомогою друзів, тепер він хоче діяти самостійно. На ньому обладунки з сковорідок, за ним — загін боягузливих тролів, а попереду — небезпечний шлях до замку Снігової королеви. Але, на щастя, друзі не пам'ятають образ: хоробра Ґерда, сором'язливий Кай, удалая Альфіда і весела Лута не кинуть Орма в біді. А значить, їх чекають неймовірні пригоди!

## Персонажі
- Ґерда — головна героїня всіх частин. Хоробра, добра, чесна дівчинка з твердим характером. Виросла в дитячому притулку і вміє за себе постояти. З легкістю пускається в пригоди. У всіх людей бачить тільки добро, навіть в тих, в кого його зовсім не залишилося.
- Кай — брат Ґерди. Мрійник, художник і поет. Після порятунку з полону Снігової Королеви живе в притулку разом з Гердою. Закоханий в піратку Альфіду, але не знає, як висловити свої почуття. Завжди готовий допомогти Ґерді і Альфіді, але не вміє приймати самостійних рішень.
- Орм — типовий троль у всіх сенсах цього слова. Колишній слуга Снігової Королеви. Разом з Ґердою їм вдалося знищити владу холоду і страху і звільнити Кая. І тепер, після довгих років розлуки, Орм повернувся додому до своєї бабусі в місто тролів. Орм працює шахтарем і ледве зводить кінці з кінцями, і це після того, як саме він знищив печатку Снігової Королеви і розморозив королівство тролів! Побутові труднощі і занижена самооцінка постійно штовхає Орма на авантюри. Улюблена бабуся Орма мріє жити в палаці, і легковажний онук легко дає їй таку обіцянку. Тепер Орм просто зобов'язаний щось змінювати у своєму житті. Йому належить витримати чимало труднощів для того, щоб бути, а не здаватися справжнім героєм.
- Сніговий Король — головний антагоніст мультфільму, відображення Орма, перед яким на чаклунському озері Орм дав клятву ніколи нікому не брехати. Однак, після того, як він порушив обіцянку, Сніговий король ожив і знайшов самосвідомість. Після цього він за допомогою Північного вітру викрав принцесу Марібель, а коли підбігли на виручку Герда з друзями і супроводжували Орма тролі на чолі з Аррогом дісталися до замку Снігової Королеви, він заморозив їх. Але Орм, усвідомивши свою провину перед друзями і родичами і те, яким він колись був боягузом і егоїстом, в результаті зміг зруйнувати його чари і врятувати не тільки принцесу, а й усіх інших.
- Аррог — дворянин, генерал, шановний троль. Знаходиться близько до королівської сім'ї, сподівається укласти шлюб з принцесою Марібель — племінницею Короля, в яку він палко закоханий. Поводиться як бувалий герой, хоча в цьому бою ніколи не бував. Весь час розповідає одну і ту ж історію про подвиг свого діда. Мріє вийти з його тіні.
- Марібель — племінниця короля тролів. Розпещена і розглядає оточуючих як іграшки. Дуже вимоглива і примхлива. Маніпулює своїм дядьком-королем. Все на світі готова проміняти на дорогоцінні камінці.

- Лута — ручна ласиця, колишній домашній олюбленець Ґерди. Справжній друг і совість Орма. Лута не замислюючись ризикне життям заради Орма, але також без роздумів вкаже йому на його брехню і неправильні вчинки. З усіх суперечок з Ормом виходить переможницею. Наймоторніший герой.
- Рахат — троль-шахтар. Сильний, простодушний, нешкідливий. Він любить свою роботу. Бути кимось іншим йому нецікаво. Друзів у нього небагато, але він дуже дорожить тими, хто є, і готовий багато для них зробити.
- Лукум — троль, друг Орма. Несе службу як городовий. Ледачий і апатичний, але в скрутну хвилину готовий прийти на виручку старого друга. Відправляється разом з Ормом в його нелегку пригоду.

- Абрам — троль-банкір, дядько Орма. Головна цінність його життя — це гроші. Він готовий обібрати всіх, навіть родичів, а незнайомці без монет взагалі не уявляють для нього ніякого інтересу. Каже з типовим єврейським акцентом.

## Виробництво
Після успіху в світовому прокаті анімаційної стрічки «Снігова королева» продюсери і творчий колектив студії Wizart Animation вирішили продовжити історію. Режисерське крісло в новому проекті зайняв Олексій Цицилін, який виступав в ролі оператора-постановника під час роботи над першою частиною мультфільму.
Режисер Олексій Цицилін, виконавчий продюсер Володимир Ніколаєв і художник-постановник Олексій Задумів, за участю Тимура Бекмамбетова і Романа Непомнящого, написали сценарій другої частини історії.
Робота над другим повнометражним проектом протікала на міжнародному рівні. У записі англійської версії озвучки мультфільму взяли участь такі світові зірки кінематографа, як Шон Бін, Шарлто Коплі, Белла Торн, Ізабель Фурман.
Музичний супровід до картини написав Марк Віллот (англ. Mark Willott) — британський композитор, володар премії Еммі, що продовжив свою співпрацю зі студією ще з першої частини мультфільму.

## У ролях
| Персонаж              | Актор                           |
| --------------------- | ------------------------------- |
| Ґерда                 | Нюша                            |
| Орм / Сніговий Король | Іван Охлобистін                 |
| Генерал Аррог         | Гарік Харламов                  |
| Принцеса Марібель     | Ганна Хількевич                 |
| Бабуся Орма           | Ольга Зубкова                   |
| Король тролів         | Федір Добронравов               |
| Рахат                 | Шура Бі-2                       |
| Лукум                 | Льова Бі-2                      |
| Офіцери               | Олексій Лихницький Роман Юнусов |
| Абрам                 | Діомід Виноградов               |
| Начальник шахти       | Михайло Тихонов                 |
| Глашатай              | Олександр Гудков                |
| Кай                   | Раміля Іскандер                 |
| Альфіда               | Валерія Ніколаєва               |
| Лута                  | Ді Бредлі Бейкер                |
| Епізод                | Валерій Іваков                  |
| Епізод                | Володимир Чуприков              |
| Епізод                | Ольга Шорохова                  |

## Український дубляж
Дубльовано студією «Tretyakoff Production» на замовлення кінокомпанії «Aurora Films» у 2014 році.

## Нагороди
- У березні 2016 року XXI ОРФАК в Суздалі — Приз в категорії «Кращий повнометражний фільм» Олексію Цициліну за фільм «Снігова королева 2: Перезаморозка».
- У серпні 2016 року «Снігова королева 2: Перезаморозка» отримала нагороду за кращий анімаційний фільм на фестивалі незалежного кіно в Празі (Prague Independent Film Festival).